# Tjurhornsspindel
Tjurhornsspindel (Panamomops mengei) är en spindelart som beskrevs av Simon 1926. Tjurhornsspindel ingår i släktet Panamomops och familjen täckvävarspindlar. Arten är reproducerande i Sverige. Inga underarter finns listade i Catalogue of Life.